# Jean-Claude Bringuier
Pour les articles homonymes, voir Bringuier.
Jean-Claude Bringuier (né le 14 juillet 1925 à Montpellier et mort le 17 septembre 2010 à Paris) est un réalisateur et producteur de documentaires français.

## Biographie
Jean-Claude Bringuier fait des études de droit, puis devient l’assistant en 1949 d’Henri-Georges Clouzot et entre à la télévision en 1951.
Il rencontre le documentariste Hubert Knapp et travaille au journal télévisé, mais les contraintes du direct lui pèsent. Une émission est alors considérée comme réussie si elle échappe aux aléas de la diffusion en direct. Entre 1957 et 1962, il lance avec Hubert Knapp une série documentaire Les Croquis autour des villes et des régions qui marque une nouvelle manière de faire du documentaire en entrecroisant passé et présent.
L’évolution de la technologie avec l’arrivée des caméras Coutant (1960), plus mobiles et plus maniables, facilite le rapport de proximité qu’aime instaurer J.-C. Bringuier avec ses interviewés. Il s’attache à recueillir la parole des individus dans un échange qui s’apparente plus à une conversation qu’à une interview.
Cette conception le conduit à la série Les Provinciales et à des portraits d’hommes de savoir. Les Provinciales, série commandée par le directeur des programmes Pierre Sabbagh, comporte 24 émissions de réalisateurs différents consacrées à l’Hexagone. La série s’éloigne des poncifs habituels des documentaires touristiques. J.-C. Bringuier réalise Les Cavaliers de Lunéville en 1970, mêlant passé militaire et actualité de la cité.
Il réalise 25 sujets pour le magazine d’informations Cinq colonnes à la une. Entre 1963 et 1968, il produit avec Claude May et Jean-Pierre Gallo Le Monde en 40 minutes, des émissions à destination du jeune public explorant un sujet particulier. Il participe au tournage d’un numéro Les Femmes aussi produit par Éliane Victor en 1967. Il suit Kareen une jeune femme médecin de campagne et mesure à cette occasion la difficulté de rendre au tournage l’authenticité et la densité de la réalité.
Entre 1972 et 1974, il produit avec Hubert Knapp 25 émissions de la collection Les Signes du temps, puis anime avec Roger Stéphane la série Vive l’Histoire. Pour J.-C. Bringuier, qui n’a pas fait d’études supérieures, les interviews qu’il mène avec des historiens, des philosophes, des scientifiques sont autant d’occasion de continuer à apprendre. Sa vision d’une télévision de service public, détachée du diktat de l’audimat, est ambitieuse et il veut ouvrir les champs du savoir au plus grand nombre, comparant la mission des réalisateurs de télévision à celle des instituteurs, hussards noirs de la République.
Il offre un portrait du philosophe Bachelard faisant son marché rue Mouffetard et interroge cinq physiciens mêlés à l’aventure de la bombe atomique. Bringuier saisit au plus près les émotions de ces scientifiques (Linus Pauling, Robert Oppenheimer, Gregory Pincus, Eugene Rabinowitch, Edward Teller) pour Les Savants sont parmi nous. Il consacre 6 émissions diffusées en 1973 à Jean Rostand le solitaire de Ville-d’Avray. En 1977, il approche l’ethnologue Claude Lévi-Strauss et offre un portrait insolite dévoilant par exemple l’homme en train d’essayer son costume d’Académicien.
En 1987 il entreprend Chroniques de France où des auteurs dévoilent une ville ou une région aimée. Il réalise en 1996 le 64e numéro sur 260 de la série de Bernard Rapp, Un siècle d'écrivains consacrée à Edmond Rostand, puis en 1998 le 176e sur Guillaume Apollinaire.
Réalisateur exigeant, confiant dans le format télévisuel qu’il considère comme un témoin plus exact que les journaux, le roman ou le cinéma, il est convaincu de l’intérêt du public pour des documentaires de qualité. Il reçoit le Prix de la Critique en 1962 et le Grand prix de la SCAM pour l’ensemble de son œuvre en 1986. Il est membre du Conseil d'administration de la SCAM de 1995 à 2002.

## Citations
- « Nous voulions percevoir le battement entre la réalité et cette chose dorée qui entoure certains lieux. Le rapport entre le fantomatique, le mythique et le réel », à propos de son travail avec Hubert Knapp Les Croquis.

- Sur le devoir de la télévision : « Celui de stimuler, d’inciter les gens, par le meilleur d’eux-mêmes, d’aller voir un peu plus loin. »

- Sur les documentaires : « Je n’ai jamais su faire d’interviews. J’ai eu des conversations » ; « Les grands documentaires et les reportages, c’est l’essence même de la télévision ».

## Filmographie
- 1957 : Croquis lyonnais (avec Hubert Knapp)
- 1958 : Croquis bordelais (avec Hubert Knapp)
- 1959 : Croquis en Soule (avec Hubert Knapp)
- 1960 : Lettres de Sète (avec Hubert Knapp)
- 1962 : Croquis de Camargue (avec Hubert Knapp)
- 1962 : Cinq anglais pour Noël (avec Hubert Knapp)
- 1963 : La société de la montagne (avec Hubert Knapp)
- 1963 : Trois Croquis d’Amérique (avec Hubert Knapp)
- 1964 : Chercher la femme (avec Éliane Victor)
- 1965 : Croquis du Liban
- 1965 : Trois Croquis d’Aix (avec Hubert Knapp)
- 1966 : Quatre Croquis du Liban (avec Hubert Knapp)
- 1967 : Trois Croquis en Périgord (avec Hubert Knapp)
- 1967 : Les savants sont parmi nous
- 1970 : Les cavaliers de Lunéville
- 1970 : Les gisants du futur (avec Hubert Knapp)
- 1971 : Le dernier battage
- 1972 : Bachelard parmi nous (avec Hubert Knapp)
- 1973 : Le solitaire de Ville d’Avray
- 1974 : Une approche de Claude Lévi-Strauss
- 1978 : Des paysans
- 1986 : L'Archipel Aquitaine
- 1990 : Jean Piaget va son chemin
- 1991 : Mozart en Gascogne
- 1992 : L'archipel francophone
- 1993 : Autour d'une dictée (avec François-Marie Ribadeau)
- 1996 : Edmond Rostand
- 1998 : Guillaume Appolinaire
- 2000 : La guerre du Louvre
- 2002 : La Joconde, mythe et mystère

## Sources
- Jacqueline Beaulieu, La télévision des réalisateurs, la Documentation française, Paris, 1984
- Christian Bosséno, 200 téléastes français, CinémAction, 1989
- Les Cahiers du cinéma n° 118, avril 1961, article de J.-C. Bringuier sur la télévision
- Les Cahiers du cinéma n° 145, juillet 1963, article de J.-C. Bringuier sur le cinéma-vérité
- Festival international des programmes audiovisuels de Biarritz (FIPA) 1996, article de André S. Labarthe